# Bergseld
Bergseld (tyska: Höhenfeuer) är en schweizisk dramafilm från 1985 i regi av Fredi M. Murer.

## Utmärkelser
Filmen vann Guldleoparden vid Internationella filmfestivalen i Locarno 1985.

## Rollista i urval
- Thomas Nock - Bub
- Johnanna Lier - Belli
- Dorothea Moritz - mamman
- Rolf Illig - pappan
- Tilli Breidenbach - mormodern
- Jörg Odermatt - morfadern